# عابدين
يعد حي عابدين من أهم الأحياء التي تتميز بالطابع المعماري الفريد الذي يجمع بين الأصالة والمعاصرة، تتمركز فيها العديد من الوزارات والهيئات الحكومية والدبلوماسية بالإضافة إلى العديد من الشركات والأمانات العامة.

## تاريخ
يرجع تاريخ الحي إلى عهد الخديوي إسماعيل عندما جاء إلى مصر حاكما وكان يحلم بعاصمة مصرية لمصر فكان يريد تنظيم القاهرة على غرار حي الإسماعيلية وأصدر أوامره لوزير أشغاله على باشا مبارك وتم فتح الطرق الجديدة ودروب وأزقه كثيرة وأقام ميدان فسيح الأرجاء وخطط لبناء قصر جديد ليكون مقرا للحكم وذلك جعل من هذا الميدان مركز يتفرع منه عدة شوارع إلى ميدان الإسماعيلية (التحرير الآن) والأزبكية حيث شارع عابدين (الجمهورية) وميدان السيدة زينب.
ونجد أن منطقة عابدين - التي أصبحت قلب القاهرة الآن – كانت عبارة عن مجموعة من البرك الراكدة منها بركة الفراعين وموقعها مكان ميدان سراي القبة الحالي وبركة السقايين والفواكه والناصرية ومجموعة من المستنقعات تتخللها سلسلة من الهضاب والكثبان الرملية والقلاع التي أقامتها قوات الاحتلال الفرنسي، وتمتد هذه المنشآت من منطقة السيدة زينب إلى شارع المبتديان فقام بتسوية تلك الهضاب والمرتفعات وردم البرك فأصبحت هذه المنطقة من أجمل مناطق القاهرة الحديثة ويعتبر الخديوي إسماعيل هو المنشئ الحقيقي لهذا الحي عندما فكر في بناء قصر للحكم في قلب عاصمته القاهرة.

## عابدين مقرا للحكم
كانت قلعة الجبل مقر الحكم طوال عهد الأيوبيين ثم المماليك ثم الحكم العثماني على مصر وحتى محمد على باشا ولكن عندما جاء إسماعيل رأى أن هذا الوضع لا يتفق مع أحلامه بإنشاء عاصمة مصرية في مقر عابدين ليجعله مقرا للحكم، وكان هدفه أن يحيا بين شعبه ولكن في قلعة ونجد أن موقع القصر على مشارف القاهرة الخديوية حيث الأزبكية ثم حي الإسماعيلية ثم جاردن سيتي وكان مقر قصر عابدين على غرار القصور الملكية الكبرى في أوروبا وقبل أن يبدأ البناء جعل رجاله يتصلون بكل من يملكون بيوتا في المنطقة المختارة ودفع لهم تعويضات مجزية وبدأ البناء عام 1863 وذلك هو العام الذي تولى فيه حكم مصر واستمر البناء حتى عام 1872 وتكلف 665 ألفا و570 جنيها وكانت مساحة القصر والميدان الفسيح حوالي 9 أفدنة.
وعندما تم تنظيم منطقة عابدين تم أخذ بعض الجوامع وأزيلت بعض الحارات والبيوت والمنازل ومنها جامع الزير المعلق الذي أنشأه الأمير عبد الرحمن كتخدا وجامع محمد بك المبدولي وجامع الكريدى وزاوية الشيخ شحاتة وشارع التميمى وزقاق الصيادين وعطفة العلوة وغيرها.. وأصبح حي عابدين مركزاً للحكم.
لم يكن حي عابدين مقرا للحكم بل أصبح دائرة للحكم حيث تجمعت حوله مقار النظارات (الدواوين أي الوزارات) فتجد أنه في شارع الدواوين (نوبار باشا حالياً) مقر المصالح الحكومية والوزارات ومجلس الوزراء، حيث نجد مقر إسماعيل باشا المفتش وزير المالية كان مقراً لمجلس الوزراء قبل أن يتحول إلى وزارة المالية ونجد أيضاً وزارة العدل والداخلية وغيرها.
وأيضا نجد أن بيوت رجال السياسة بنيت حول القصر ومنها قصر سعد باشا زغلول وحسين باشا رشدي ومحمود باشا الفلكي وغيرهم وقامت أيضاً مقار الأحزاب الكبرى والقنصليات والسفارات وأقيمت حوله أيضا دور الصحف الكبرى منها روز اليوسف والبلاغ وعندما لم يتسع الحي لتلبية كل طلبات الجهات المتصلة بالحكم تم الاتجاه إلى الحي الجديد وهو جاردن سيتي وأصبح الحي مقرا لسكن كل من يعمل بالمصالح والوزارات حتى لا يتحمل أعباء المواصلات وسكن فيه أيضا معظم أبناء السودان والنوبة.
وتطور الأمر في حي عابدين حيث أصبح الميدان يحمل اسم ميدان الجمهورية وأصبح شارع عابدين شارع الجمهورية وشارع عماد الدين أصبح محمد فريد وشارع دار النيابة أصبح ش مجلس النواب ثم مجلس الشعب وحول البرلمان نجد وزارات الشئون الاجتماعية التي تم هدمها لإفساح مكان لمترو الأنفاق ووزارة الأشغال قبل أنتقالها إلى امبابه لإفساح مكان لمجلس الشورى ووزارة الصحة والتجارة وغيرها وتحول شارع الأوبرا إلى التحرير ومدرسة القضاء الشرعي أصبح مكانها كلية الشريعة وكلية اللغة العربية وتحول شارع الدواوين إلى شارع نوبار باشا والشيخ حمزة إلى هدى شعراوى وشارع جامع جركس إلي صبري أبو علم، ومن أبرز المواقع في هذه المنطقة محكمة عابدين.
ونجد أيضاً الوزارات السيادية مثل الداخلية والعدل والمالية والاتصال والمواصلات والتعليم وبعض المصالح الحيوية مثل مصلحة المناجم ومصلحة الخزانة وغيرها، وأيضا قنصليات الدول الكبرى التي كانت تسعى لتكون بالقرب من الحكم مثل سفارة تركيا ومفوضية النرويج ونجد عدد كبير من المدارس الأجنبية مثل المدرسة الفرنساوية ومدرسة الألمان الكاثوليك والكلية الأمريكية التي تحولت إلى الجامعة الأمريكية الآن.
- عدد السكان التقديري في 1/1/2010: (74192) نسمة
- المساحة الكلية : 6.6 كم2
- المساحة المأهولة: 2.22 كم2

## الحدود الإدارية
- الحد الشرقي: ش الظاهر - ش الفجالة - ش كلوت بك - ميدان الأوبرا - ش الجمهورية - ش شريف - باشا الكبير- ش بور سعيد.
- الحد الغربي : ش القصر العيني- ش طلعت حرب- جزء من ش 26 يوليو- ش الجلاء- ش الترعة البولاقية- ش شنن- ش المنصوري.
- الحد الشمالي: ش رمسيس- ش السبتية.
- الحد الجنوبي: ش إسماعيل أبو جبل- سويقة السباعين- ش مجلس الأمة.

## شياخات
ينقسم حي عابدين إلى قسمين:
1. قسم عابدين
2. قسم الأزبكية.

### شياخات قسم عابدين
- البلاقسة
- الجزيرة الجديدة
- الدواوين
- الساحة
- الساقين
- الشـيخ عبد الله
- الفوالة
- باب اللوق
- رحبة عابدين
- غيط العدة

### شياخات قسم الأزبكية
- الجيارة
- الريحاني
- الزهار
- الفجالة
- القبيلة
- القللي
- عرابي
- كلوت بك

## المساجد والجوامع الأثرية
- جامع جنبلاط - ش إسماعيل أبو جبل
- جامع السلطان شاه- ش غيظ العدة
- جامع الأنصاري - ع الأنصاري خلف مستشفى الجمهورية
- جامع الفتح -ش باب باريس – عابدين بك
- جامع المبدولى -ميدان الجمهورية بجوار قصر عابدين
- جامع عبد الله الحسن - ش ريحان
- جامع القمري - ش حسين القمري – ش الثعبان سابقا
- جامع الشامية - ش نوبار
- جامع الخلوتى -ش بورسعيد أمام مستشفى أحمد ماهر
- جامع الطباخ - ميدان أبو ظريفة عابدين
- جامع الشيخ رمضان - ش مصطفى عبد الرازق )
- جامع جركس ( ش صبري أبو علم )
- جامع أبو طبل ( ح السقايين )
- جامع أحمد طلعت ( ش السبتية )
- جامع الخواص و الشاذلي - ش الجمهورية
- جامع كيخيا